# Koszary w Ciechanowie

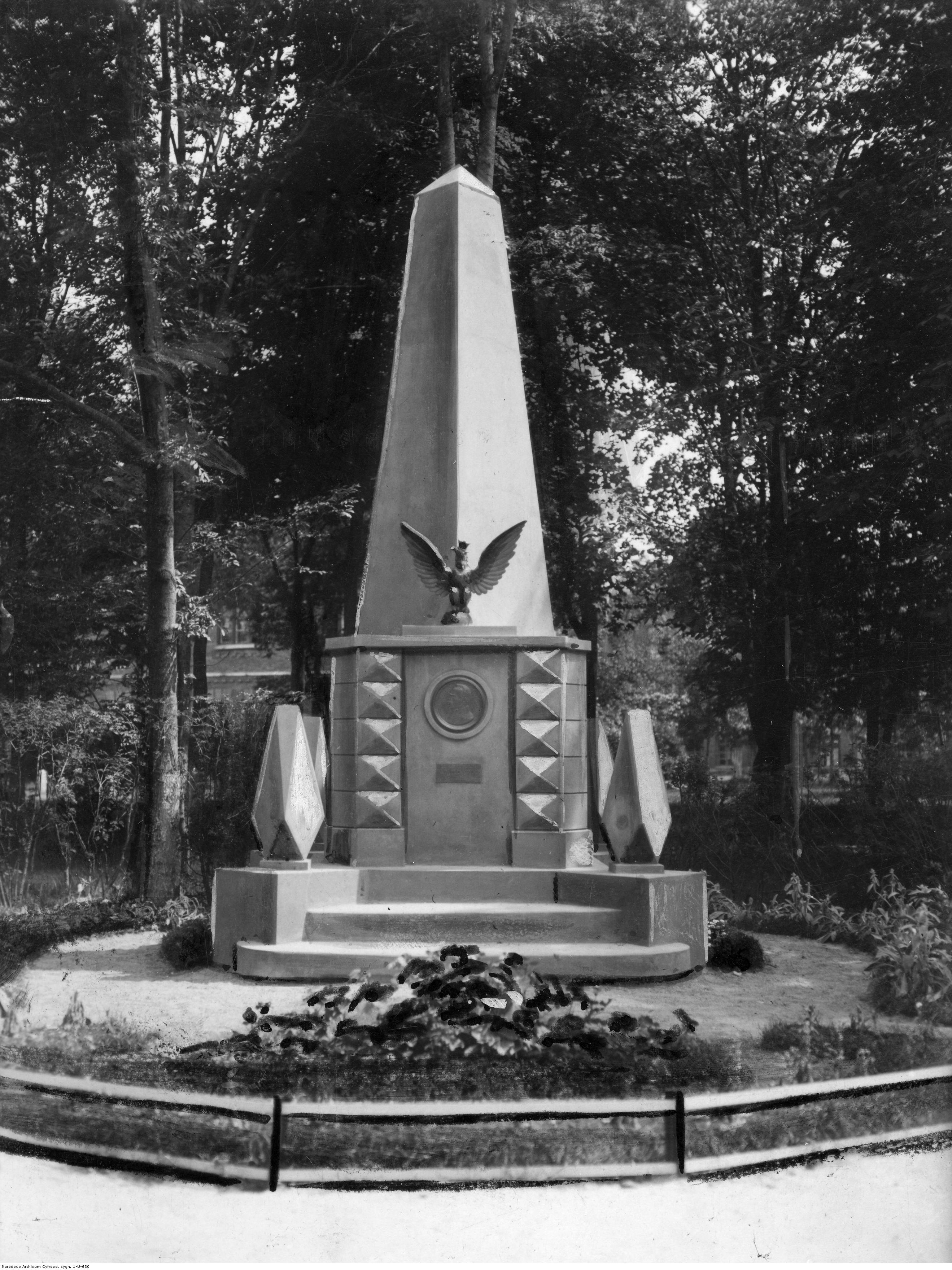
Pomnik marszałka Józefa Piłsudskiego w Ciechanowie

Koszary w Ciechanowie – kompleks koszarowy znajdujące się na terenie garnizonu Ciechanów.

## Charakterystyka
Koszary w Ciechanowie pobudowali Rosjanie w latach 1897–1903 dla 32 Kremenczuckiego pułku piechoty. Po 1910 jego miejsce zajął 6 Wołyński pułk ułanów, a koszary wzbogaciły się o nowo wybudowane stajnie. Powstał w ten sposób nietypowy kompleks koszarowy, dostosowany do zakwaterowania zarówno pułku piechoty jak i pułku kawalerii. Posiadał 4 koszarowce batalionowe i 6 stajni szwadronowych.
Po odzyskaniu niepodległości, kompleks koszarowy przejęło Wojsko Polskie. Pojemność ciechanowskich koszar szacowano na około 1200 ludzi i 400 koni. 24 czerwca 1921 wprowadziło się do niego do dowództwo 11 pułku Ułanów Legionowych i jego trzy szwadrony. Potem dołączył do nich z Garwolina szwadron zapasowy. Na początku 1925 pułk całością sił stał już w Ciechanowie. Okresowo szwadrony: ckm i 4 szwadron stacjonowały w pobliskim Przasnyszu. 14 czerwca 1931 r. w koszarach w Ciechanowie odsłonięto obelisk-pomnik marszałka Józefa Piłsudskiego.
Po II wojnie światowej, od marca 1946 do stycznia 1947, w Ciechanowie zakwaterowano 2 pułk ułanów ze składu 1 Warszawskiej Dywizji Kawalerii. Potem kwaterował w nich 3 Berliński pułk piechoty, przekształcony w 3 pułk zmechanizowany. Po jego rozformowaniu, koszary przejął 1 Ciechanowski pułk artylerii mieszanej, przekształcony w 2000 w 1 Ciechanowski pułk artylerii. Po rozformowaniu 1 pa, w 2010 koszary wystawiono na sprzedaż. Do transakcji nie doszło. Plany zakwaterowania tam wojsk amerykańskich również nie zostały zrealizowane. W ręce cywilne przeszedł jedynie ambulans weterynaryjny, pełniący obecnie funkcje handlowe.
Obecnie (2019) w koszarach stacjonuje dowództwo 5 Mazowieckiej Brygady Obrony Terytorialnej z pododdziałami brygadowymi i jej 51 batalion lekkiej piechoty. Część budynków jest wyłączona z eksploatacji.